# Morti nel 1747
| Questa pagina contiene informazioni ricavate automaticamente dalle voci biografiche con l'ausilio del template Bio e di un bot. L'aggiornamento è periodico e automatico e ricostruisce completamente la pagina. Se manca una persona in questa lista, sei pregato di non aggiungerla, ma accertati piuttosto che la sua voce biografica contenga il template Bio e che i dati anagrafici siano correttamente compilati. Se il template Bio manca, inseriscilo tu stesso o, in alternativa, metti l'avviso {{tmp\|Bio}} che ne segnala la mancanza. Se i dati riportati sono sbagliati, correggi direttamente la voce biografica; le modifiche saranno visibili in questa lista entro pochi giorni. Per chiarimenti vedi il progetto biografie. La lista contiene solo le 94 persone che sono citate nell'enciclopedia e per le quali è stato implementato correttamente il template Bio. Pagina aggiornata al 31 ago 2024. |

## Gennaio(9)
- 2 gennaio - Jean-Féry Rebel, compositore e violinista francese (n. 1666)
- 16 gennaio - Francesco Maria Balbi, doge (n. 1671)
- 16 gennaio - Barthold Heinrich Brockes, poeta tedesco (n. 1680)
- 16 gennaio - Carlo Maria Marini, cardinale italiano (n. 1667)
- 18 gennaio - Michel Bégon, funzionario francese (n. 1667)
- 24 gennaio - Ercole Tomaso Roero, politico, militare e diplomatico italiano (n. 1661)
- 25 gennaio - Francesco de' Ficoroni, antiquario e archeologo italiano (n. 1664)
- 25 gennaio - Juan Antonio de Vizarrón y Eguiarreta, arcivescovo cattolico spagnolo (n. 1682)
- 26 gennaio - Willem van Mieris, pittore olandese (n. 1662)

## Febbraio(5)
- 3 febbraio - Francesc Valls, compositore e teorico della musica spagnolo (n. 1665)
- 4 febbraio - Constanzo Beschi, gesuita, missionario e poeta italiano (n. 1680)
- 8 febbraio - Jérôme Phélypeaux, politico francese (n. 1674)
- 10 febbraio - Charles Bruce, IV conte di Elgin, nobile scozzese (n. 1682)
- 21 febbraio - Francesco Muttoni, architetto italiano (n. 1669)

## Marzo(13)
- 2 marzo - Sofia Carlotta di Brandeburgo-Bayreuth, nobildonna tedesca (n. 1713)
- 6 marzo - Annibale Visconti, nobile e generale italiano (n. 1660)
- 7 marzo - Nicolas Mahudel, gesuita, archeologo e numismatico francese (n. 1673)
- 9 marzo - Jacob Campo Weyerman, pittore e scrittore olandese (n. 1677)
- 14 marzo - Johann Matthias von der Schulenburg, militare, mecenate e collezionista d'arte tedesco (n. 1661)
- 16 marzo - Cristiano Augusto di Anhalt-Zerbst, generale prussiano (n. 1690)
- 19 marzo - Caterina Opalińska, sovrana (n. 1680)
- 20 marzo - Troiano Acquaviva d'Aragona, cardinale e arcivescovo cattolico italiano (n. 1696)
- 21 marzo - Giuseppe Accoramboni, cardinale italiano (n. 1672)
- 21 marzo - Gabriele Gabrieli, architetto svizzero (n. 1671)
- 21 marzo - Vincenzo Petra, cardinale e arcivescovo cattolico italiano (n. 1662)
- 23 marzo - Claude Alexandre de Bonneval, militare francese (n. 1675)
- 25 marzo - Christoph Friedrich Ayrmann, storico tedesco (n. 1695)

## Aprile(6)
- 2 aprile - Johann Jacob Dillenius, botanico tedesco (n. 1684)
- 5 aprile - Francesco Solimena, pittore e architetto italiano (n. 1657)
- 7 aprile - Leopoldo I di Anhalt-Dessau, principe tedesco (n. 1676)
- 9 aprile - Simon Fraser, XI Lord Lovat, nobile e militare scozzese
- 23 aprile - Henri-Osvald de La Tour d'Auvergne, cardinale e arcivescovo cattolico francese (n. 1671)
- 25 aprile - François Gigot de La Peyronie, medico francese (n. 1678)

## Maggio(9)
- 1º maggio - Pier Maria Canevari, militare italiano (n. 1724)
- 6 maggio - Jacob-Sigisbert Adam, scultore francese (n. 1670)
- 18 maggio - Bernardino Zendrini, ingegnere italiano (n. 1679)
- 21 maggio - Giovanni Baratta, scultore e architetto italiano (n. 1670)
- 24 maggio - Ernst August Charbonnier, architetto del paesaggio tedesco (n. 1677)
- 26 maggio - Pere Sans Jordà, vescovo cattolico e santo spagnolo (n. 1680)
- 26 maggio - Robert Valentine, musicista e compositore inglese
- 28 maggio - Luc de Clapiers de Vauvenargues, scrittore e saggista francese (n. 1715)
- 31 maggio - Andrej Ivanovič Osterman, politico tedesco (n. 1686)

## Giugno(9)
- 6 giugno - Jean-Baptiste Barrière, compositore francese (n. 1707)
- 12 giugno - Jakob Ernst von Liechtenstein-Kastelkorn, arcivescovo cattolico austriaco (n. 1690)
- 13 giugno - Henry Lee I, militare britannico (n. 1691)
- 17 giugno - Jacopo Linussio, imprenditore italiano (n. 1691)
- 17 giugno - Avdot'ja Ivanovna Rževskaja, nobildonna russa (n. 1693)
- 19 giugno - Alessandro Marcello, compositore italiano (n. 1673)
- 19 giugno - Nadir Shah,  persiano
- 26 giugno - José Carrillo de Albornoz, duca di Montemar, condottiero spagnolo (n. 1671)
- 29 giugno - Jakob Benzelius, religioso e teologo svedese (n. 1683)

## Luglio(6)
- 6 luglio - Domenico Rosso, arcivescovo cattolico italiano (n. 1675)
- 9 luglio - Giovanni Bononcini, compositore e violoncellista italiano (n. 1670)
- 16 luglio - Giuseppe Maria Crespi, pittore italiano (n. 1665)
- 19 luglio - Louis Charles Armand Fouquet de Belle-Isle, generale francese (n. 1693)
- 20 luglio - Domenico Giorgi, presbitero e letterato italiano (n. 1690)
- 24 luglio - Kaspar Ignaz von Künigl, nobile e vescovo cattolico austriaco (n. 1671)

## Settembre(6)
- 2 settembre - Philip Johan von Strahlenberg, militare, geografo e cartografo svedese (n. 1677)
- 3 settembre - Francesca Maria Apolline Biancolelli, attrice teatrale italiana (n. 1664)
- 7 settembre - Pietro Gregorio Ottoboni Boncompagni Ludovisi, nobile italiano (n. 1709)
- 9 settembre - Giovanni Soffietti, vescovo cattolico italiano (n. 1675)
- 15 settembre - Anton Erhard Martinelli, architetto austriaco (n. 1684)
- 28 settembre - Philipp Ludwig von Sinzendorf, cardinale austriaco (n. 1699)

## Ottobre(7)
- 4 ottobre - Johann Carl Wendelin Anreiter von Zirnfeld, pittore austriaco (n. 1702)
- 4 ottobre - João da Motta e Silva, cardinale portoghese (n. 1685)
- 4 ottobre - Amaro Pargo, corsaro spagnolo (n. 1678)
- 7 ottobre - Giulia Lama, pittrice italiana (n. 1681)
- 10 ottobre - John Potter, arcivescovo anglicano e filologo inglese (n. 1674)
- 15 ottobre - Ludovico Mattioli, incisore italiano (n. 1662)
- 26 ottobre - Bernardino Ignazio Roero di Cortanze, francescano e arcivescovo cattolico italiano (n. 1686)

## Novembre(8)
- 5 novembre - Johannes Schuyler, politico statunitense (n. 1668)
- 7 novembre - Giuseppe Melani, pittore italiano (n. 1673)
- 9 novembre - Philibert Orry, politico francese (n. 1689)
- 12 novembre - Cristina Luisa di Oettingen-Oettingen, duchessa (n. 1671)
- 17 novembre - Alain-René Lesage, romanziere e commediografo francese (n. 1668)
- 24 novembre - Antonio Celestino Cocchi, medico, botanico e scrittore italiano (n. 1685)
- 26 novembre - Francesco Maria II Pico della Mirandola, nobile italiano (n. 1688)
- 28 novembre - Carlo Leopoldo di Meclemburgo-Schwerin, nobile tedesco (n. 1678)

## Dicembre(4)
- 11 dicembre - Edmund Curll, editore inglese
- 18 dicembre - Charles Bridges, pittore britannico (n. 1672)
- 23 dicembre - Joseph Dandridge, illustratore e naturalista inglese (n. 1665)
- 28 dicembre - Gundakar Ludwig von Althann, nobile, generale e diplomatico austriaco (n. 1665)

## Senza giorno specificato(12)
- Neofito VI di Costantinopoli, arcivescovo ortodosso greco
- Giovanni Oronzo Azzariti, medico italiano
- Carlo Bergonzi, liutaio italiano (n. 1683)
- Giovanni Battista Canossa, incisore e intagliatore italiano (n. 1685)
- Jacobus Capitein, missionario e scrittore ghanese (n. 1717)
- Duncan Forbes, politico scozzese (n. 1685)
- Donato Massa, ceramista italiano (n. 1677)
- Antonio Paglia, pittore italiano (n. 1680)
- Camillo Filippo Pamphili, III principe di San Martino al Cimino e Valmontone, principe italiano (n. 1675)
- Santo Piatti, pittore italiano (n. 1687)
- Tomás Ripoll, religioso francese (n. 1652)
- Alvise Tagliapietra, scultore italiano (n. 1670)